# چاپکوآ (نیویورک)
چاپکوآ (به انگلیسی: Chappaqua) یک منطقهٔ مسکونی در ایالات متحده آمریکا است که در New Castle واقع شده‌است. چاپکوآ ۱٬۴۳۶ نفر جمعیت دارد و ۱۰۰٫۵۹ متر بالاتر از سطح دریا واقع شده‌است.